# Springpojkar är vi allihopa
Springpojkar är vi allihopa är en svensk komedifilm från 1941 baserad på Harry Iseborgs pjäs Sänd gossen.

## Handling
Två konkurrerande firmor som ligger mitt emot varandra slåss om en stor order.

## Om filmen
Filmen spelades in den 5 juli - 13 september 1940, bland annat i Filmstaden i Råsunda och Klarakvarteren. Den hade premiär den 4 januari 1941 och är barntillåten. Filmen har även visats på SVT.

## Rollista (urval)
- Åke Söderblom - Gustav "Gugge" Svensson, springpojke för AB Delikatesser
- Rune Halvarsson - Nuffe Olsson, springpojke för AB Skånedelikatesser
- Bert Sorbon - Putte, piccolo på Hotell Centrum
- Gunnar Höglund - Osse
- Lennart Nyberg - Harra
- Åke Johansson - Nisse
- Arne Söderberg - Jutte
- Arne Andersson - Hempa
- Thor Modéen - grosshandlare Konrad Andersson vid AB Delikatesser
- Benkt-Åke Benktsson - grosshandlare Nordin vid AB Skånedelikatesser
- Eric Abrahamsson - direktör Johansson i Landsortens Inköpsförening
- Eva Henning - Annie Nordin, grosshandlare Nordins dotter
- Viran Rydkvist - en bondgumma
- Anna-Lisa Baude - fröken Göransson på AB Delikatesser
- Siri Olson - Lillan, kaféservitris
- Karl Kinch - Jäderlund

### Ej krediterade
- Signe Lundberg-Settergren - Gugges mamma
- Walter Lindström - Hammarlund på AB Delikatesser
- Olle Florin - Larsson på AB Skånedelikatesser
- Richard Lund - Jonasson på AB Skånedelikatesser
- Georg Skarstedt - Berglund på AB Skånedelikatesser
- Astrid Bodin - direktör Johanssons fru
- Ragnar Widestedt - advokaten
- Hugo Tranberg - portiern på Hotell Centrum
- Gustaf Hedberg - Erland Hedström, Annies kavaljer
- Gösta Bodin - fallskärmshopparen som ska infångas
- Rolf Botvid - tävlingsfunktionär
- Folke Algotsson - tävlingsfunktionär
- Uno Larsson - en man vid målet

## Musik i filmen
- Vi grejar fem poäng, text och musik Harry Iseborg, sång Åke Söderblom, Bert Sorbon, Rune Halvarsson, Lill-Acke Jacobson, Arne Söderberg, Esten Areschoug, Arne Andersson, Gunnar Höglund, Åke Johansson, Lennart Nyberg och Karl-Gustaf Jonsson.

## DVD
Filmen gavs ut på DVD 2016.